# راکی پوینت (کارولینای شمالی)
راکی پوینت (به انگلیسی: Rocky Point) شهری در ایالت کارولینای شمالی کشور ایالات متحده آمریکا است که جمعیت آن در سرشماری سال ۲۰۱۰ میلادی، ۱٬۶۰۲ نفر بوده‌است.